# Plouër-sur-Rance
Plouër-sur-Rance (bretonisch: Plouhern) ist eine französische Gemeinde mit 3.423 Einwohnern (Stand: 1. Januar 2022) im Département Côtes-d’Armor  in der Region Bretagne. Sie gehört zum Arrondissement Dinan und zum Kanton Pleslin-Trigavou. Die Einwohner werden Plouërais genannt.

## Geographie
Plouër-sur-Rance liegt etwa neun Kilometer nordnordöstlich von Dinan am Ästuar des Rance. Umgeben wird Plouër-sur-Rance von den Gemeinden Langrolay-sur-Rance im Norden, La Ville-ès-Nonais im Nordosten, Pleudihen-sur-Rance im Osten, La Vicomté-sur-Rance im Südosten, Saint-Samson-sur-Rance im Süden, Pleslin-Trigavou im Westen sowie Pleurtuit im Nordwesten. 
Durch die Gemeinde führt die Route nationale 176.

## Geschichte
1987 führte der Bau der Umleitung der RN 176 zu einer Rettungsgrabung in Boisanne. In einem der Gräben wurden Keramikscherben aus dem 5. Jahrtausend v. Chr. entdeckt. Chr. Sie gehören zu einer großen Vase (Durchmesser: 30 cm, Höhe: 35 cm) mit zwei Bandhenkeln und verziert mit einer Reihe von Knöpfen, die in der Nähe der Öffnung angeordnet sind. Der Keramikstil ähnelt dem der Cerny-Kultur, was die bereits bei anderen Entdeckungen in Armorica erwähnte Austauschhypothese des zwischen Armorica und dem Pariser Becken untermauert. Der Graben, in dem diese Keramik gefunden wurden, könnte eine Bestattung gewesen sein.
In der Nähe von Boisanne wurde ein ab dem 6. Jahrhundert v. Chr. vier Jahrhunderte lang bewohnter von Palisaden umgebener Bauernhof entdeckt. Seine Wirtschaftsgebäude wurden durch Pfostenlöchern sichtbar. Der Hof verfügte über ein Netz von Gräben. Außerdem wurden zwei unterirdische Räume entdeckt, die über einen etwa 3,0 m tiefen Schacht mit einem Durchmesser von 1,3 m zugänglich waren. Die Existenz von Souterrains ist während der Latènezeit charakteristisch für die Bauernhöfe von Armorica. 

## Bevölkerungsentwicklung
| Jahr          | 1962 | 1968 | 1975 | 1982 | 1990 | 1999 | 2006 | 2011 |
| Einwohner     | 2260 | 2229 | 2541 | 2820 | 2438 | 2723 | 3058 | 3378 |
| Quelle: INSEE |      |      |      |      |      |      |      |      |

## Sehenswürdigkeiten
Siehe auch: Liste der Monuments historiques in Plouër-sur-Rance

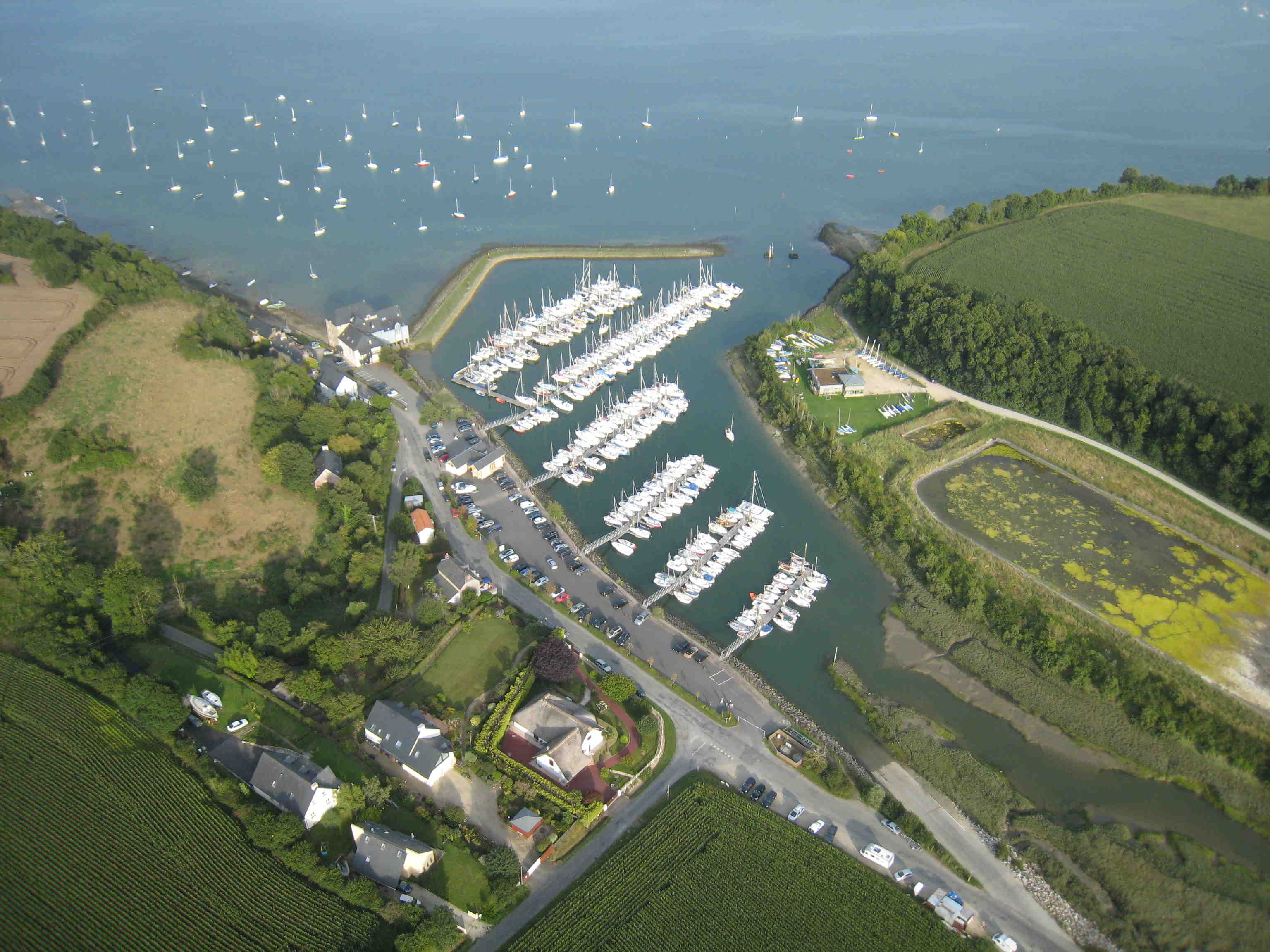
Marina Port de plaisance

- Menhir Pierre de Lesmont
- Marina Port de plaisance
- Gezeitenmühle

## Persönlichkeiten
- Roger Gicquel (1933–2010), Journalist
- Thierry Magon de La Villehuchet (1943–2008), Investmentbanker